# (11246) Orvillewright
(11246) Orvillewright (4250 T-3) – planetoida z pasa głównego asteroid okrążająca Słońce w ciągu 3,84 lat w średniej odległości 2,45 j.a. Odkryta 16 października 1977 roku.